# Шубьонська сільська рада
Шубьо́нська сільська рада (рос. Шубёнский сельский совет) — сільське поселення у складі Зонального району Алтайського краю Росії.
Адміністративний центр та єдиний населений пункт — село Шубьонка.

## Населення
Населення — 1266 осіб (2019; 1149 в 2010, 1157 у 2002).